# Mujejärvi (sjö i Finland)
Mujejärvi är en sjö i Finland. Den ligger i kommunen Nurmes i landskapet Norra Karelen, i den centrala delen av landet, 500 km nordost om huvudstaden Helsingfors. Mujejärvi ligger 197,1 meter över havet. Den är 21 meter djup. Arean är 3,51 kvadratkilometer och strandlinjen är 19,65 kilometer lång. Sjön  ingår i Vuoksens huvudavrinningsområde.   
I övrigt finns följande i Mujejärvi:
- Lintusaari (en ö)
- Vesasaari (en ö)
- Onkisaari (en ö)
- Vuipusta (en ö)
- Arkkusaari (en ö)
- Isosaari (en ö)
- Kalmosaari (en ö)
- Anosaari (en ö)
- Oritsaari (en ö)

I övrigt finns följande vid Mujejärvi:
- Iso Sammaljärvi (en sjö)